# Alzir
Alzir o Alzirr es el nombre de la estrella ξ Geminorum (ξ Gem / 31 Geminorum) en la constelación de Géminis. De magnitud aparente +3,35, es la octava estrella más brillante de su constelación. Su nombre proviene del árabe y significa «el botón».
Situada a 57 años luz del sistema solar, Alzir es una subgigante amarilla —anteriormente clasificada como gigante— de tipo espectral F5IV. Está finalizando, si no lo ha hecho ya, la fusión de hidrógeno en su núcleo. Con una edad estimada de 2500 millones de años, está evolucionando hacia una gigante roja mucho más luminosa. Actualmente es 11,1 veces más luminosa que el Sol, siendo su radio 2,7 veces más grande que el radio solar. Es una variable Delta Scuti con múltiples períodos, oscilando su brillo entre magnitud +3,33 y +3,42.
Alzir se encuentra en un punto crítico en la «secuencia espectral»; las estrellas más calientes llevan a cabo la fusión nuclear a través del ciclo CNO, distinto a la cadena protón-protón que tiene lugar en el Sol, y rotan mucho más deprisa que nuestra estrella. La velocidad de rotación de Alzir, de al menos 68 km/s, es 34 veces mayor que en el Sol, con un período de rotación inferior a dos días. Esta rápida rotación, unida a la existencia de una capa externa en estado de convección, propician un cierto grado de actividad magnética y emisión de rayos X, dando lugar a una corona exterior de dos niveles con distintas temperaturas.